# 夢ノカケラ…
「夢ノカケラ…」（ゆめノカケラ）は、日本のガールズロックバンド・ZONEのメジャー5作目（通算6作目）のシングル。

## 概要
- 前作「世界のほんの片隅から」から3ヶ月ぶりのシングルで、アルバム『Z』との同時発売[注 1]。
- 表題曲はメンバー出演によるハウス食品『飲むフルーチェ』のCMソングに起用された。タイアップを手掛けるのは「secret base〜君がくれたもの〜」以来2作ぶり、CMソングとしては「GOOD DAYS」以来4作ぶりとなった。
- オリコン初登場3位を獲得。3作連続でのトップ10入り、「secret base〜君がくれたもの〜」以来2作ぶりのトップ3入りと年間チャート入りを果たした。
- 今作で第53回NHK紅白歌合戦に2度目の出場を果たした。

## 収録曲
1. 夢ノカケラ… [4:12]
作詞：n.machida、千空
作曲：町田紀彦
編曲：虎じろう
シングル「secret base〜君がくれたもの〜」の続編として制作された楽曲[1]。
アルバム『O』には、アルバムバージョンで収録されており、シングルバージョンはベストアルバム『E 〜Complete A side Singles〜』に収録されている。
2. JET [4:49]
作詞・作曲：小幡英之
編曲：宮永治郎
3. 夢ノカケラ… (Backing Tracks) [4:11]
作曲：町田紀彦
編曲：虎じろう
表題曲のバッキングトラックバージョン。
4. JET (Backing Tracks) [4:47]
作曲：小幡英之
編曲：宮永治郎
カップリング曲のバッキングトラックバージョン。

## タイアップ
- ハウス食品『飲むフルーチェ』CMソング (#1)

## 収録アルバム
- O (#1 Album Version)
- E 〜Complete A side Singles〜 (#1)
- ura E 〜Complete B side Melodies〜 (#2)